# Prosopocoilus crenulidens
Prosopocoilus crenulidens es una especie de coleóptero de la familia Lucanidae.

## Distribución geográfica
Habita en Hainan, Vietnam, Laos y Tailandia.